# تشيلم
تشيلم (بالبيلاروسية: Холм )‏ هي مدينة، تتبع محافظة لوبلين، وChełm Voivodeship ‏، هي عاصمة Chełm Voivodeship ‏، بلغ عدد سكانها 63٬734 نسمة، في 2017، تبلغ مساحتها 35٫28 كيلومتر مربع، رمزها البريدي هو 22-100–22-118.

## مدن توأم
المدن التوأم:
- زيندلفينغن[11]
- نوكسفيل[12]
- مورلي (فرنسا)[13]
- لوتسك[14][15]
- كوفل[16]
- أوتينا.[17]

## أعلام
- أنيا
- دانيال ملك غاليسيا